# (7931) Kristianpedersen
(7931) Kristianpedersen est un astéroïde de la ceinture principale.

## Description
(7931) Kristianpedersen est un astéroïde de la ceinture principale. Il fut découvert le 13 mars 1988 à Brorfelde par Poul Jensen. Il présente une orbite caractérisée par un demi-grand axe de 2,43 UA, une excentricité de 0,14 et une inclinaison de 3,1° par rapport à l'écliptique.

## Compléments